# Krzysztof Chmielewski
Krzysztof Chmielewski (8 giugno 2004) è un nuotatore polacco.

## Biografia
Ha un fratello gemello, Michał, anch'egli nuotatore.

## Carriera
Nuotatore polivalente, ha vinto due medaglie d'argento nei 200 metri farfalla ai mondiali ed uno agli europei.

## Palmarès
- Mondiali

Fukuoka 2023: argento nei 200m farfalla.
Singapore 2025: argento nei 200m farfalla.
- Mondiali in vasca corta

Budapest 2024: bronzo nei 200m farfalla.
- Europei

Belgrado 2024: argento nei 200m farfalla.
- Mondiali giovanili

Lima 2022: oro nei 200m farfalla, nella 4x100m misti e nella 4x100m misti mista; bronzo nei 400m sl.
- EYOF

Baku 2019: nuoto nei 200m farfalla.
- Europei U23

Dublino 2023: oro nei 200m farfalla.
Šamorín 2025: oro nei 200m farfalla.
- Europei giovanili

Roma 2021: oro nei 200m farfalla.
Otopeni 2022: oro nei 200m farfalla; argento nei 400m sl e nei 1500m sl; bronzo negli 800m sl.